# Rio Matanikau
Patrulha americana cruzando o Rio Matanikau durante a Campanha de Guadalcanal.
O rio Matanikau é um rio na parte noroeste da ilha de Guadalcanal, nas Ilhas Salomão a cinco quilometros a oeste do Aeroporto Internacional de Honiara.

## História
Durante a  Segunda Guerra Mundial, no segundo semestre de 1942, várias importantes batalhas ocorreram entre forças dos Estados Unidos e Exército Imperial japonês perto deste rio com a vitória dos Aliados.